# Zagrabica
Zagrabica is een geslacht van uitgestorven weekdieren uit de klasse van de Gastropoda (slakken).

## Soorten
- Zagrabica ampullacea Brusina, 1884 †
- Zagrabica carinata Andrusov, 1909 †
- Zagrabica costulata Taner, 1974 †
- Zagrabica cyclostomopsis Brusina, 1884 †
- Zagrabica folnegovici Brusina, 1884 †
- Zagrabica maceki Brusina, 1884 †
- Zagrabica magnifica Macaleț, 2002 †
- Zagrabica naticina Brusina, 1884 †
- Zagrabica ornata Macaleț, 2002 †
- Zagrabica reticulata Stefanescu, 1896 †
- Zagrabica rhytiphora Brusina, 1897 †
- Zagrabica rossii Brusina, 1897 †
- Zagrabica rugosa Andrusov, 1909 †
- Zagrabica spiridionis Andrusov, 1909 †
- Zagrabica subampullacea Andrusov, 1909 †
- Zagrabica unica Macaleț, 2002 †